# Ахац фон Папенхайм
Ахац фон Папенхайм (на немски: Achaz von Pappenheim; † 22 февруари 1561) е имперски наследствен маршал на сеньорат Папенхайм в Бавария.

## Произход
Той е третият син на Себастиан фон Папенхайм († 1536) и съпругата му Урсула фон Валенрот. Внук е на Георг I (II) фон Папенхайм († 1470) и Пракседис Пфлуг фон Рабенщайн, и правнук на Конрад II фон Папенхайм († 1482) и Доротея фон Лабер († 1477). Брат е на Георг II († 1532), Витус († 1556), женен за Елизабет I фон Бранденщайн, и на Сибила фон Папенхайм, омъжена за Диц фон Вюрцбург.

## Фамилия
Ахац фон Папенхайм се жени за Елизабет II фон Бранденщайн и има четири деца, две дъщери и двама сина:
- Маргарета фон Папенхайм, омъжена за Кристоф фон Валденфелс
- Анна фон Папенхайм, омъжена I. за фон Кюнсберг, II. за Адам фон Цедтвитц
- Еобалд фон Папенхайм
- Кристоф Улрих фон Папенхайм (* 15 април 1546; † 11 декември 1599), женен за Магдалена фон Папенхайм († 24 юни 1602), вдовица на Волфганг II фон Папенхайм (* 27 октомври 1535; † 6 март 1585), дъщеря на Кристоф фон Папенхайм Стари († 1 май 1562) и втората му съпруга Барбара Готцман († 22 януари 1576); няма деца